# واحد آسانو

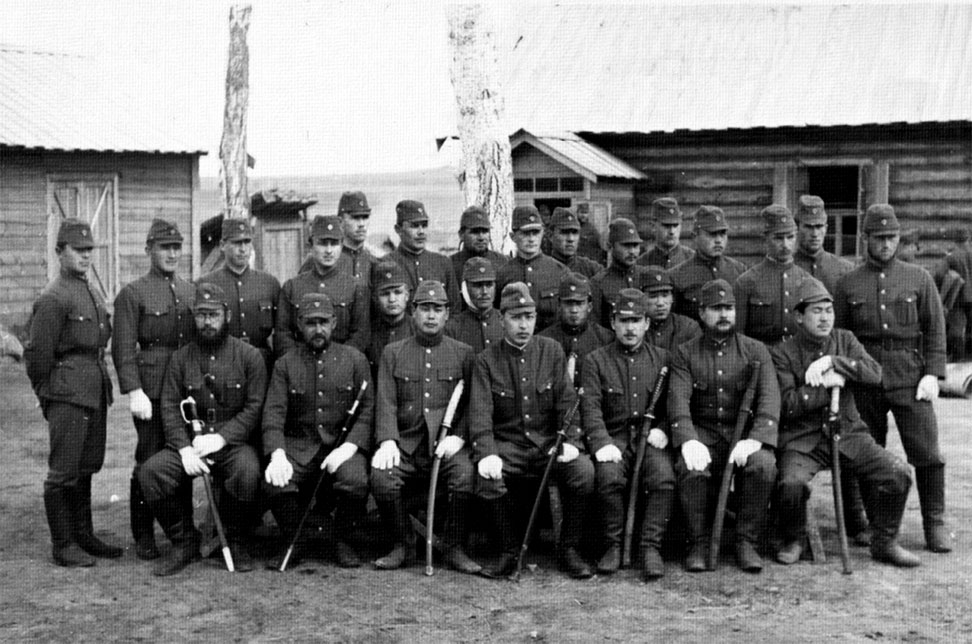
افسران نظامی ژاپنی و سفیدپوست روسی (ردیف اول) و معاونین افسر (ردیف عقب) سپاه آسانو. سبک‌های ژاپنی و روسی در شمشیرهای افسران نظامی آمیخته شده‌است.

واحد آسانو (به ژاپنی: 浅野部隊 あさのぶたい) نام مشترک سربازان روسی سفید در ارتش منچوری. تحت هدایت ارتش کوانتونگ بود. این سازمان به منظور کسب اطلاعات و خرابکاری علیه اتحاد جماهیر شوروی سازماندهی شد. نام معروف به نام اولین فرمانده، ستسو آسانو (نسخه روسی) (ماکاتو آسانو) نامگذاری شده‌است.